# Carlos Ramos
Carlos Ramos – wenezuelski zapaśnik w stylu klasycznym. Brązowy medalista igrzysk panamerykańskich w 2007. Dwukrotny brązowy medalista mistrzostw panamerykańskich w 2004 i 2007 roku.